# Santuario della rivoluzione
Il Santuario della rivoluzione, noto anche come monumento ai minatori eroi della lotta di liberazione nazionale, monumento ai partigiani e ai minatori o monumento ai partigiani serbi e albanesi, è un grande memoriale progettato dall'architetto Bogdan Bogdanović e costruito sulla collina che domina la città di Mitrovica, in Kosovo. Dal 2013 è compreso nella municipalità di Mitrovica Nord, a maggioranza serba.
Il monumento venne eretto nel 1973 in onore dei partigiani kosovari di etnia albanese e serba che tra il 1941 e il 1945 combatterono e morirono a fianco dell'Esercito Popolare di Liberazione della Jugoslavia contro le forze nazifasciste.

## Storia

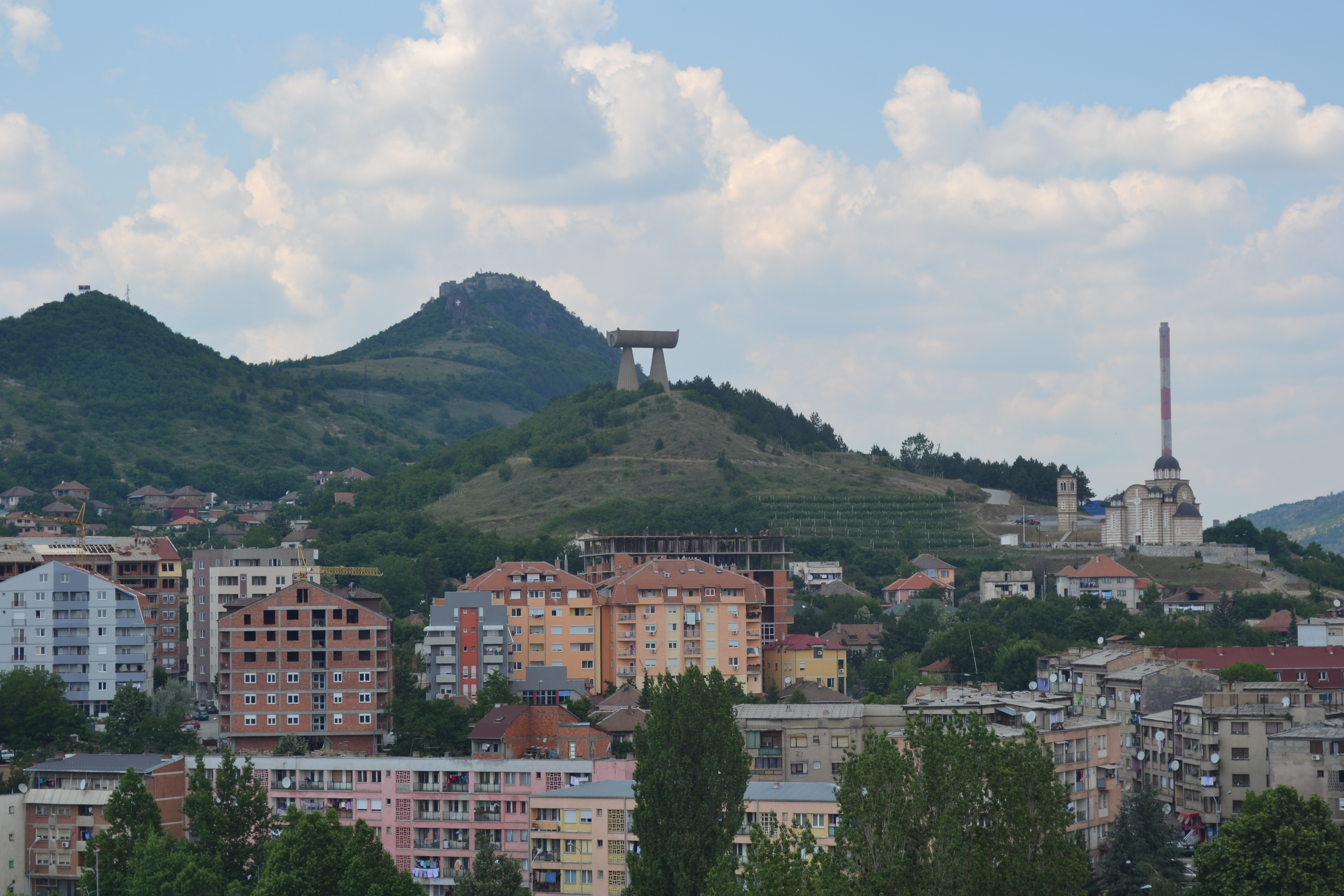
Panorama di Mitrovica

L'idea per la costruzione di un monumento commemorativo venne lanciata nel 1959, nel giorno della celebrazione del ventesimo anniversario del grande sciopero dei minatori di Trepča. 
Il memoriale conserva la memoria dei combattenti partigiani locali di nazionalità serba e albanese che formarono la compagnia partigiana mineraria (Rudarska ceta), che combatté contro le forze di occupazione della seconda guerra mondiale e i loro collaboratori.

## Descrizione

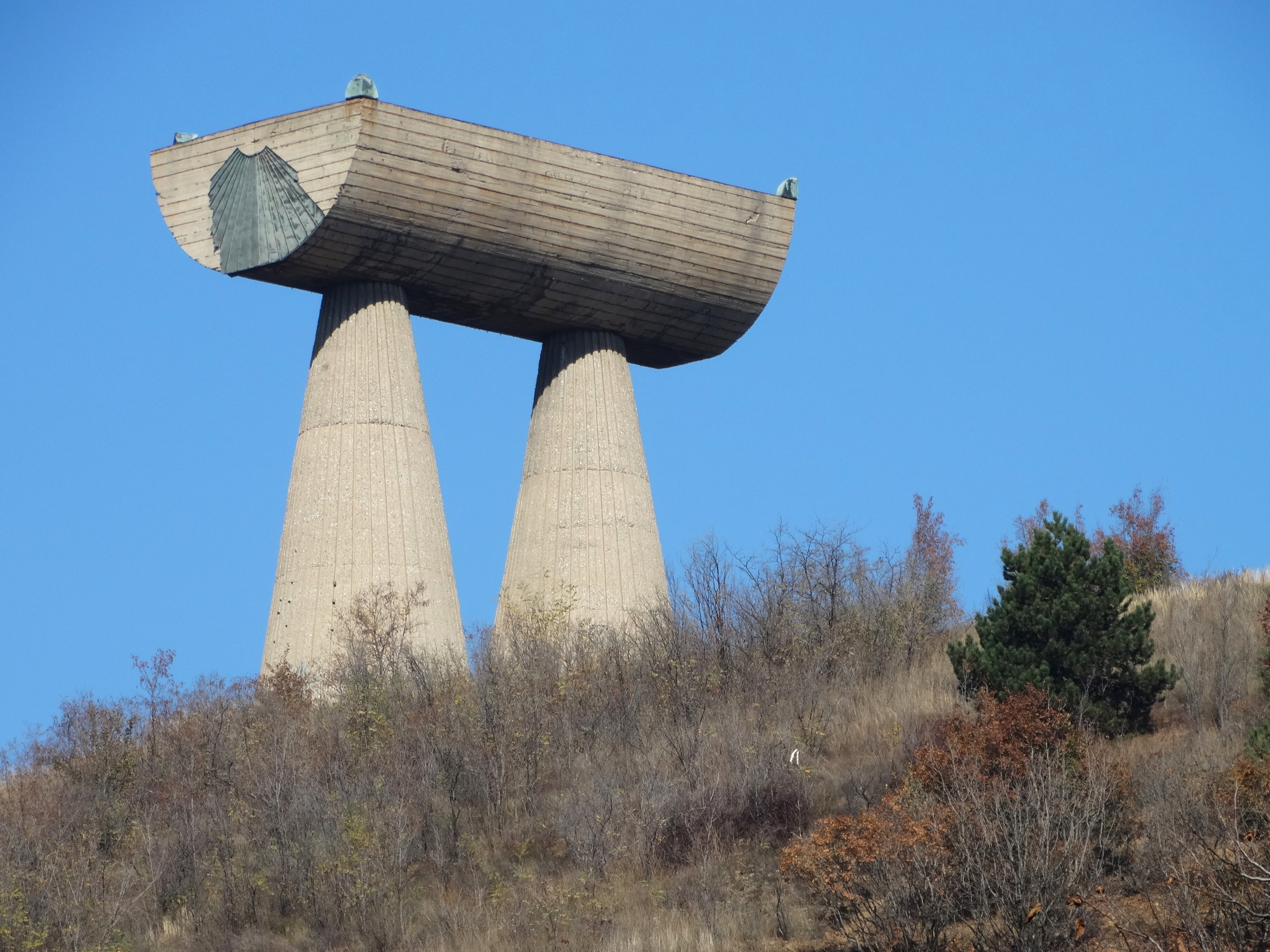
Vista del memoriale

Il monumento realizzato in cemento armato in tipico stile brutalista socialista è alto 19 piedi e assomiglia a un sistema trilitico, composto da tre elementi: due pilastri conici e una struttura semicilindrica a trogolo, simile ad un carrello da minatore. I lati della struttura orizzontale erano inizialmente rivestiti di rame, con piccoli elementi decorativi in ciascuno dei quattro angoli; oggi tale copertura non è più presente, in quanto caduta a terra a causa della mancata manutenzione.
I pilastri rappresentano le due etnie, albanese e serba, che vivono nel Kosovo che sorreggono la loro unità durante la lotta antifascista.
Nella parte inferiore del monumento sono collocate diverse lapidi e targhe commemorative in bronzo, oltre a due cenotafi simbolici: quello frontale è costituito da quattro lapidi bianche con i nomi dei partigiani albanesi e serbi, scritti nell'alfabeto latino; quello posteriore è identico, ma senza scritte.